# Flamboyant (plant)
De flamboyant (Delonix regia) is een plant uit de vlinderbloemenfamilie (Leguminosae).

## Beschrijving

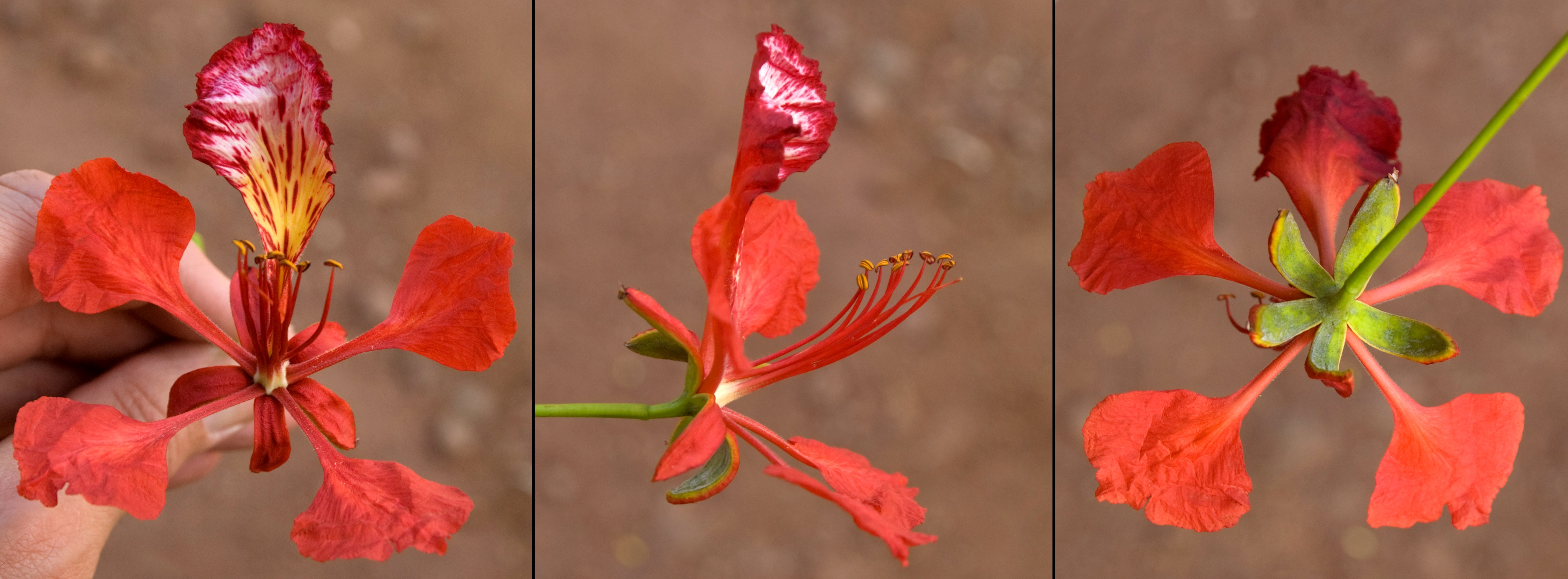
Voor-, zij- en achteraanzicht van een bloem

Het is een tot 15 m hoge boom met een tot 20 m brede, schermvormige kroon en een stam met een omtrek van 130 cm of meer. De bladeren zijn afwisselend geplaatst, fijn dubbelgeveerd, tot 50 cm lang en tot 25 cm breed. Elk blad bestaat uit honderden, tot 1 cm lange, lichtgroene deelblaadjes van de tweede orde, die zich in de avond samenvouwen. In droge tijden kunnen de bladeren afvallen, maar de boom blijft zelden lang kaal.
De bloemen verschijnen meestal tegelijk met de nieuwe bladeren aan het eind van de droge tijd in eindstandige bloeiwijzes. De bloemen zijn oranjerood tot scharlakenrood en 10-15 cm groot. De vijf kelkbladeren zijn van buiten groen en van binnen rood. De vijf kroonbladeren zijn gesteeld. Het bovenste kroonblad is meestal gedeeltelijk wit of geel en bezet met rode vlekjes. De vier andere kroonbladeren zijn rood. In het midden van de bloem zitten tien meeldraden en één stijl. De bloemen worden vooral bestoven door dagvlinders, maar kunnen ook door andere insecten en zelfs vogels worden bestoven.
De vruchten zijn rijp bruinzwarte, afgeplatte, hangende, verhoute, meestal iets gebogen, 30-60 × 4-7 cm grote peulvruchten met overdwarse ribben. Ze blijven tot de volgende bloeitijd aan de boom hangen.

## Verspreiding
De flamboyant is endemisch in Madagaskar, waar hij kwetsbaar is geworden door de houtkap voor houtskoolwinning. De boom wordt sinds de negentiende eeuw wereldwijd in de tropen als sierboom aangeplant. Het is de nationale boom van Puerto Rico.

## Galerie

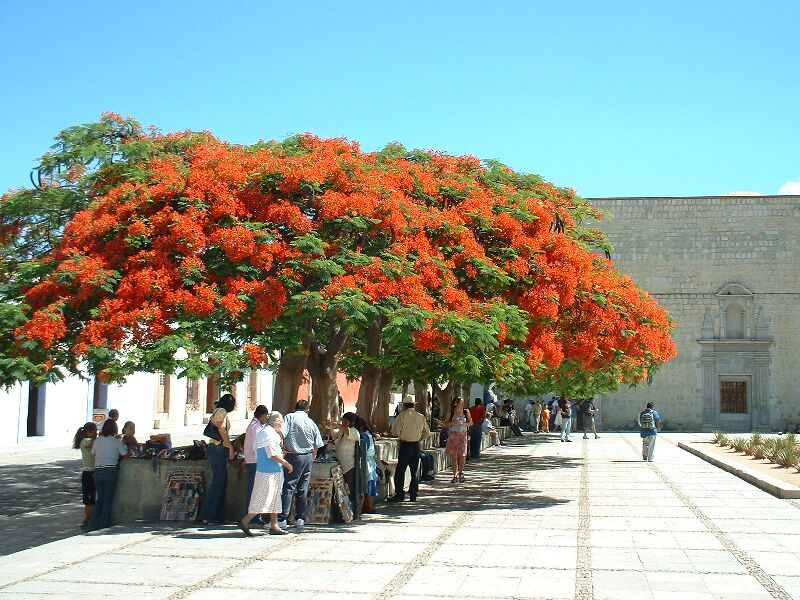
Bomen in Oaxaca de Juárez (Mexico)
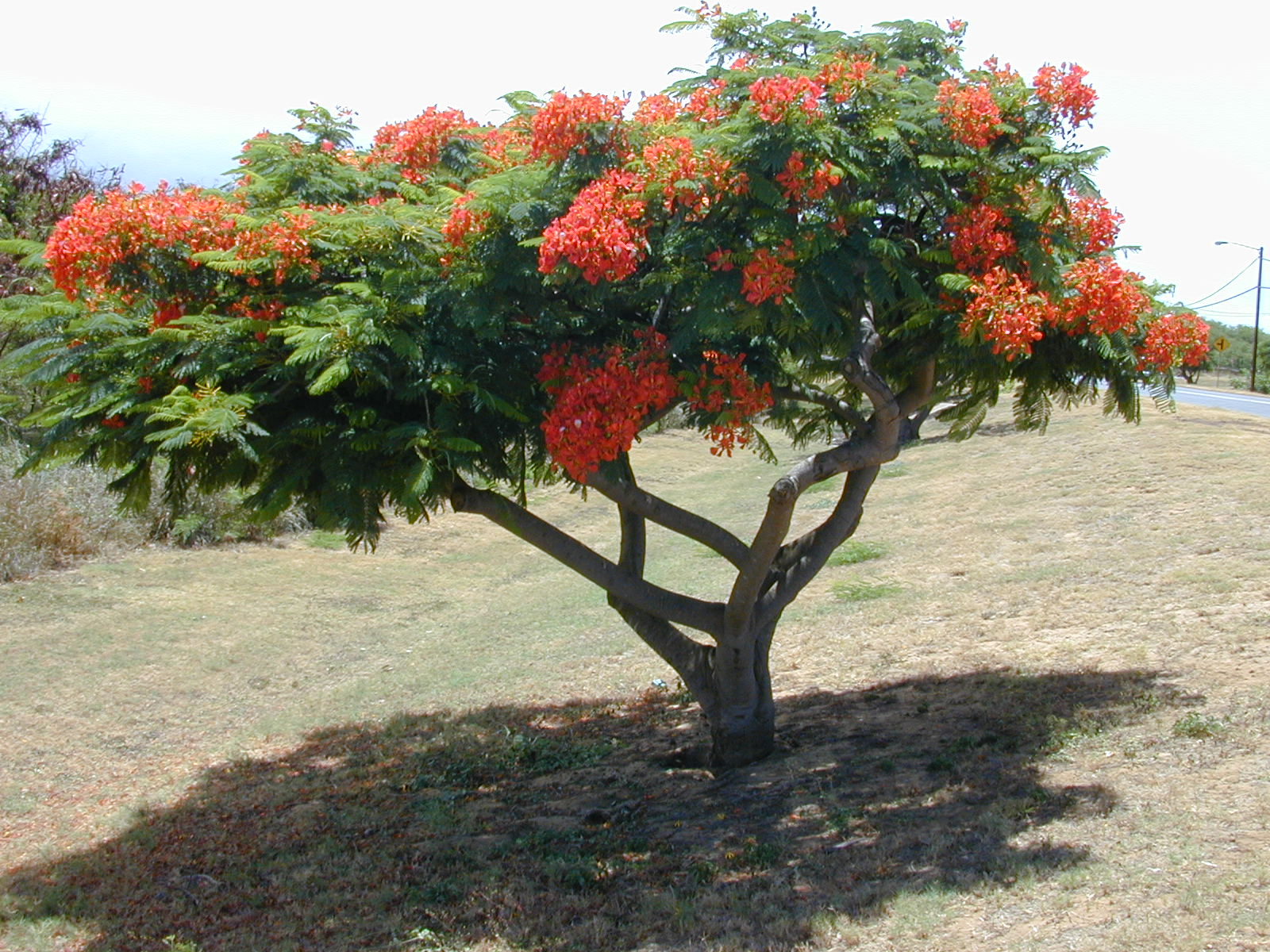
Boom op Maui (Hawaï)
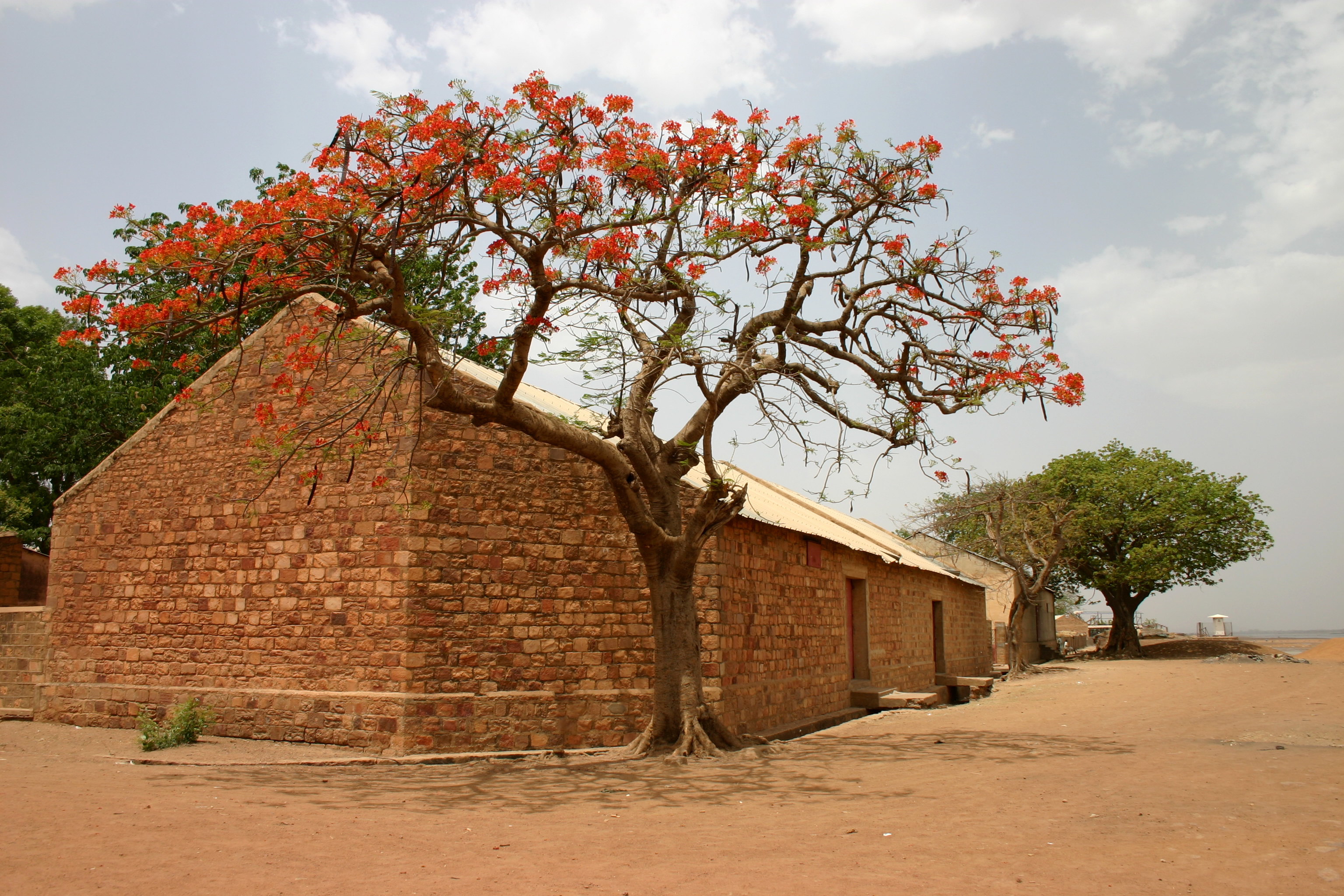
Flamboyant voor een bakstenen gebouw in Mali